# Wirteltränkenkreuz

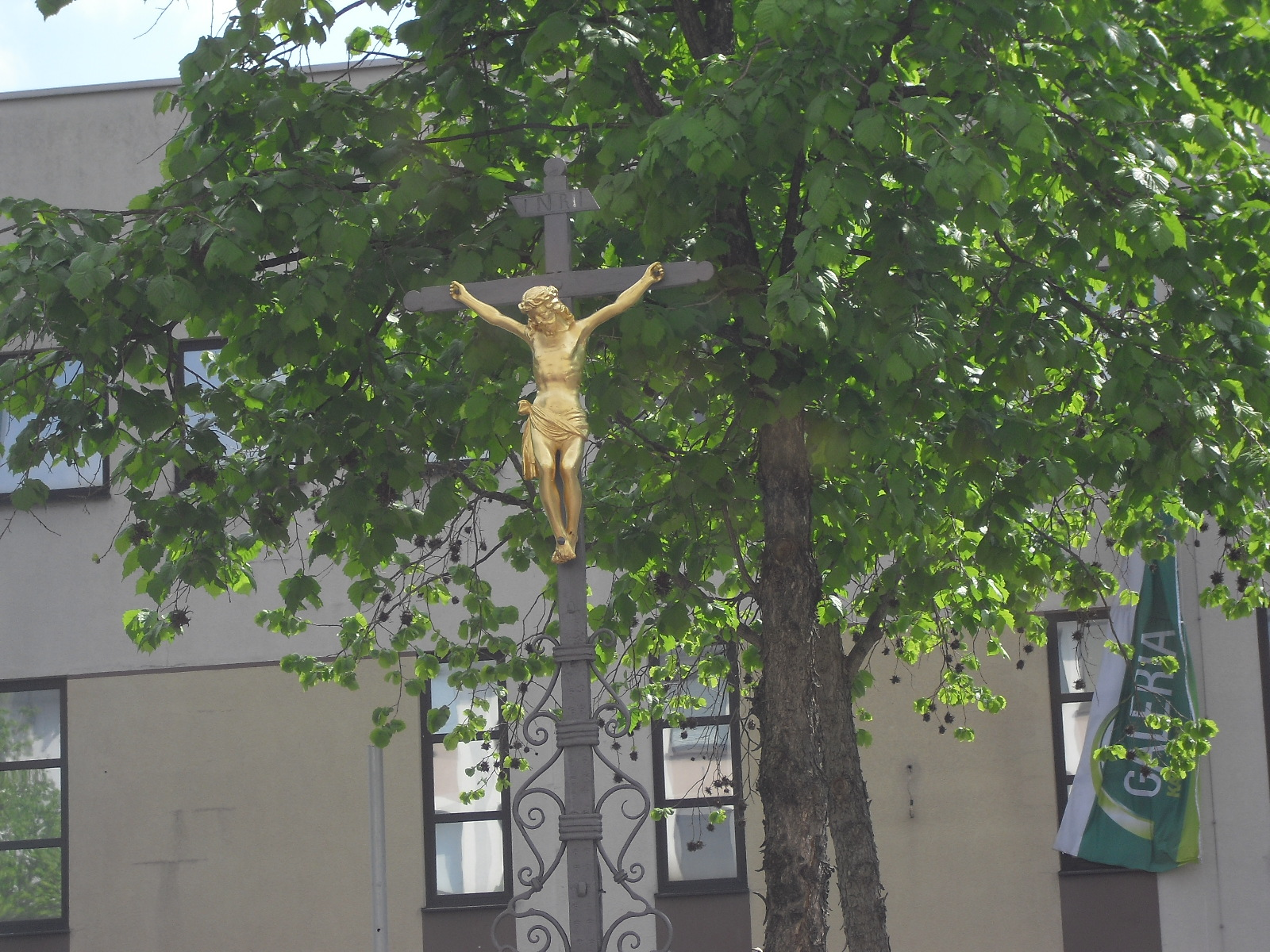
Das Kreuz

Das Wirteltränkenkreuz ist ein Denkmal auf dem Wirteltorplatz in Düren, Nordrhein-Westfalen.
Früher stand das Kreuz an der Wirteltränke und mahnte die Vorübergehenden zu einer stillen Andacht. Die Wirteltränke war ein 53 × 13 m großes Wasserbecken, welches vom Stadtbach gespeist wurde. Das Becken diente nicht nur als Viehtränke, sondern wurde auch zur Entnahme von Brauch- und Löschwasser genutzt. Es befand sich gegenüber dem jüdischen Friedhof in der Arnoldsweilerstraße. 
Das schmiedeeiserne Kreuz, 4,50 m hoch und 1,00 m breit, wurde am 10. Dezember 1708 errichtet. Auf einem Eisenpfahl befindet sich ein vergoldeter Christuskorpus. Am Pfahl ist geschmiedetes Rankenwerk angebracht. In der Mitte des Pfahls ist eine Inschriftentafel mit folgendem Text angebracht: Effigiem Christi, cum transis, semper honora - non tamen effigiem, sed quem designat adora. (Wenn du vorübergehst, bezeuge dem Abbild Christi Ehre - doch bete nicht das Abbild an, sondern denjenigen, den es darstellt).
1873 wurde das Kreuz im Zuge des Ausbaus der Eisenbahnstraße entfernt und drei Jahre später auf dem damaligen Friedhof, heute Konrad-Adenauer-Park, in der Kölnstraße wieder aufgebaut. 2008 wurde das Denkmal nach einer umfangreichen Renovierung auf dem Wirterltorplatz gegenüber dem Kaufhof wieder aufgestellt. Eine Bronzetafel weist auf die bewegte Geschichte des Kreuzes hin.
Das Kreuz ist unter Nr. 1/143 in die Liste der Baudenkmäler in Düren eingetragen.